# ローム
ローム株式会社（英: ROHM Co., Ltd.）は、京都府京都市右京区に本社を置く電子部品メーカー。おもな製品はLSI、トランジスタ、ダイオード、LED、抵抗器である。

## 会社概要
創業者である佐藤研一郎が立命館大学在学時に考案した炭素皮膜抵抗の特許を元に創業した。社名のROHM（R:抵抗 Ohm:抵抗を示す単位）はそこに由来する。その後、大規模集積回路の製造を手がけ始め、現在は様々な機能を顧客の要望に応じてLSI上に集積するカスタムLSIが主力となっている。
取引きの主体である大証では一定の出来高を維持しており、技術者よりも投資家の間で有名なメーカーである。日本のカスタムLSI市場を席巻するほどの企業であり、日本の集積回路のトップシェアを誇っているが、ロゴなどは製品上に表示しておらず（一部の技術者の間では製品番号がBD、BU、BHで始まるLSIはローム製である事が知られている）、一般向けのアピール（広告など）をほとんど行っていないため、地元の京都を除くと比較的知名度は低い。最近はバイオ関連にも進出を計っている。大和銀行（現りそな銀行）が主催する大輪会に所属。
最近はびわ湖毎日マラソンやひろしま男子駅伝のゼッケンスポンサーを務めるようになり、社名の認知度上昇に大きく貢献した。びわ湖毎日マラソンにおいてロームは大会事業費のおよそ半分を担うほどであったが、いずれも2009年の大会を最後に撤退した。
営業を除く京都本社社員はマスタードカラーまたは薄黄色の制服を着用、その他の開発拠点は私服である。
2008年5月8日に、FeRAMの技術を応用してLSI内部のデータ記憶領域に不揮発性のロジック回路を組み込んだLSIの開発に成功したことを発表した。この技術を応用することで、待機電力をゼロにしたカスタムLSIを開発することが可能になるとしている。
一般家庭向けの製品として、LED照明（電球・シーリングライト）を子会社のアグレッド（AGLED）が発売していたが、2016年5月末をもってアイリスオーヤマに売却し撤退した。
また、経済産業省によって2018年度から2024年度の健康経営優良法人（ホワイト500）に認定されている。

## 沿革
- 1954年 - 東洋電具製作所を創業。
- 1958年 - 株式会社東洋電具製作所を設立。
- 1981年 - 現社名に変更。
- 1983年 - 大阪証券取引所2部に上場。
- 1986年 - 大阪証券取引所1部へ指定替え。
- 1989年 - 東京証券取引所1部に上場。
- 2008年 - 沖電気工業より半導体事業（半導体事業を分社した子会社・OKIセミコンダクタ（現・ラピスセミコンダクタ）の株式95%）を買収。創立50周年を機にロゴマークを一新。
- 2009年 - Kionix,Inc.（加速度センサ会社）の買収（子会社化）完了。
- 2010年 - ローム京都駅前ビルをリニューアル。自社製LED照明の全面導入をはじめ、高効率空調設備や屋上緑化の導入などによりグリーンビル化を実現。

## エピソード

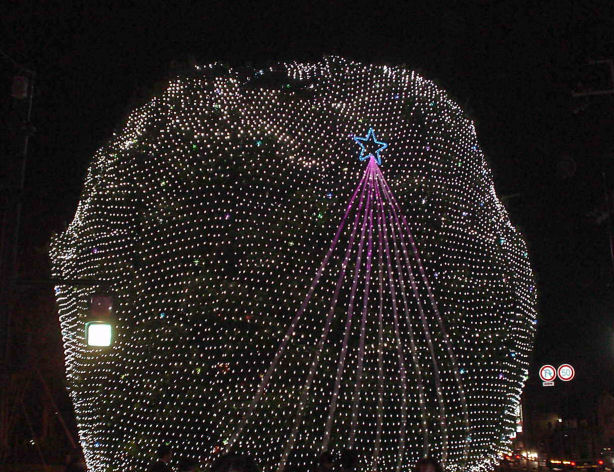
年末恒例のイルミネーション

- 毎年、クリスマス前に会社のある五条通と佐井通沿いの街路樹に電球や製品のLEDも使ったイルミネーションが行われ地元の観光、デートスポットになっている。

- 健康面にも配慮されており、全社的に禁煙制度が導入されている。そのため、喫煙者は入社時までに禁煙するよう求められる。

- 創業由来の地といえる立命館大学理工学部との関係は深く、2000年4月には滋賀県草津市の立命館大学びわこ・くさつキャンパスに立命館大学ローム記念館を開設。2011年2月には京都市左京区の京都会館の命名権を取得（同年9月、正式に契約）。名称は2013年7月に「ロームシアター京都」に決定され、リニューアル工事終了後の2016年より名称の使用を開始した。なお契約期間50年・総額52億5000万円という契約内容での取得であった。

- 創業者の佐藤研一郎はピアニストでもあり、公益財団法人 ローム ミュージック ファンデーションを通じて音楽家たちの育成、助成金・奨学金、ホールや教育機関へのコンサートピアノの寄付などを行っている。

- ロームは経営危機に陥ったヤマハの救済のために1998年に半導体工場を買収した。他に経営危機に陥ったスタインウェイピアノの買収を試みたことがある。

## 代理店

### 上場している代理店
- 因幡電機産業[5]
- ミタチ産業[5]